# Geschiedenisonderwijs (Vlaanderen)
Geschiedenisonderwijs neemt in Vlaanderen zowel in het basis als in het secundair onderwijs een belangrijke plaats in het onderwijsgebeuren in (respectievelijk in Wereldoriëntatie en het vak geschiedenis).

## Ontstaan
Het geven van geschiedenislessen was onderdeel van het verplichte programma dat vanaf het schooljaar 1777-1778 in de Oostenrijkse Nederlanden werd ingevoerd door de Theresiaanse onderwijshervorming. Voorheen bestond het als afzonderlijk vak slechts in veertien van de ruim vijftig colleges die het land rijk was. Het eerste handboek voor vaderlandse geschiedenis was Epitomes historiae Belgicae van Jan Des Roches (1782).

## Verder lezen
- Mens en Tijd: Het ontstaan van het leergebied wereldoriëntatie, VVWiki (2009).[dode link]
- N. Muys, De leerkracht tussen norm en praktijk. Geschiedenisonderwijs in Vlaanderen na WO II, diss. Universiteit Gent, 2003-2004.

## Voetnoten
1. ↑  Matthias Meirlaen, Het verhaal van de moraal: Universele en nationale geschiedenis in de Zuid-Nederlandse colleges na de Theresiaanse onderwijshervorming (1777-1789) in: De Achttiende Eeuw, 2009, p. 251-252. Gearchiveerd op 22 september 2022.
2. ↑  De augustijnencolleges van Brussel, Antwerpen, Gent, Brugge, Tienen, Dendermonde, Binche, Edingen en Bouvignes, het Heilig Drievuldigheidscollege in Leuven en de jezuïetencolleges van Halle, Marche, Luxemburg en Kortrijk.